# Guido Carron
Guido Carron (Wevelgem, 9 januari 1935) is een Belgische voormalige politicus voor de CVP. Hij was burgemeester van de stad Waregem.

## Biografie
Hij is een schoonzoon van de gewezen Wevelgemse burgemeester Remi Wallays. Guido Carron stond beroepshalve zijn ganse leven in het onderwijs. Vanaf 1959 was hij leraar en vanaf 1965 onderdirecteur van het VTI te Waregem. Daarna was hij van 1974 tot 1995 inspecteur in het secundair onderwijs.
Carron was gemeenteraadslid in Waregem vanaf 1971 en schepen vanaf 1977. Hij was burgemeester van 1992 tot 2000. Tijdens die bestuursperiode kreeg Waregem de titel van stad, die men vanaf 2000 mocht gebruiken.
Thans is Guido Carron voorzitter van het Komitee voor Frans-Vlaanderen.